# 山本剛嗣
山本 剛嗣（やまもと たけじ、1944年1月6日 - ）は、日本の弁護士。東京弁護士会会長や、日本弁護士連合会副会長、最高裁判所司法研修所教官、法務省司法試験考査委員、国家公安委員等を歴任した。旭日中綬章受章。

## 人物・経歴
東京都練馬区出身。高千穂高等学校を経て、1968年中央大学第二法学部（夜間部）卒業。1969年旧司法試験合格。1972年弁護士登録。1993年最高裁判所司法研修所民事弁護教官。1999年法務省司法試験考査委員（刑法）。2001年法律扶助協会東京都支部支部長。2008年から東京弁護士会会長及び日本弁護士連合会副会長を務め、法曹人口の適正規模の検討を進めるなどした。2010年国家公安委員。2010年6月高千穂学園理事就任。2015年秋の叙勲で旭日中綬章受章。